# Melittia usambara
Melittia usambara là một loài bướm đêm thuộc họ Sesiidae. Nó được tìm thấy ở Tanzania.